# Équipe du Brésil de football à la Coupe du monde 1958
L'équipe du Brésil de football remporte la Coupe du monde de football de 1958.

## Le tournoi

### Premier tour
Le Brésil gagne son premier match 3-0 face à l'Autriche. Ce match est arbitré par Maurice Guigue au Rimersvallen. Les buteurs sont Mazola aux 38e et 89e minutes et Nilton Santos à la 49e minute.
Le Brésil rencontre ensuite l'Angleterre au Ullevi. Ce match, arbitré par Albert Dusch, est le premier lors duquel le Brésil ne marque pas. Il s'agit aussi du premier 0-0 de l'histoire de la Coupe du monde.
La troisième rencontre oppose l'URSS au Brésil au Ullevi. Le match arbitré par Maurice Guigue se termine par une victoire 2-0 du Brésil sur un doublé de Vavá aux 2e et 65e minute.

### Quart de finale
Les Brésiliens affrontent le Pays de Galles au Ullevi en quarts de finale. Ce match est arbitré par Friedrich Seipelt. Le Brésil gagne sur le score de 1-0 avec un but de Pelé à la 66e minute. Pelé devient le plus jeune buteur en Coupe du monde et le reste à ce jour.

### Demi-finale
Les Brésiliens affrontent en demi-finale l'équipe de France au Räsunda. Ce match arbitré par Benjamin Griffiths se termine sur le score de 5-2 pour le Brésil. C'est la seule victoire du Brésil sur la France en Coupe du monde. Les buteurs sont, pour la France, Just Fontaine à la 9e et Roger Piantoni à la 83e, et pour le Brésil, Vavá à la 2e, Didi à la 39e, Pelé aux 52e, 64e et 75e.

### Finale
La finale oppose le Brésil à la Suède, pays organisateur, au Räsunda stadion. Ce match arbitré par Maurice Guigue se termine sur le score de 5-2 pour les Brésiliens. Les buteurs sont, pour le Brésil, Vavá à la 9e et à la 32e, Pelé à la 55e et à la 90e, Mário Zagallo à la 68e, et pour la Suède, Nils Liedholm à la 4e et Agne Simonsson à la 80e minute de jeu.

## Effectif

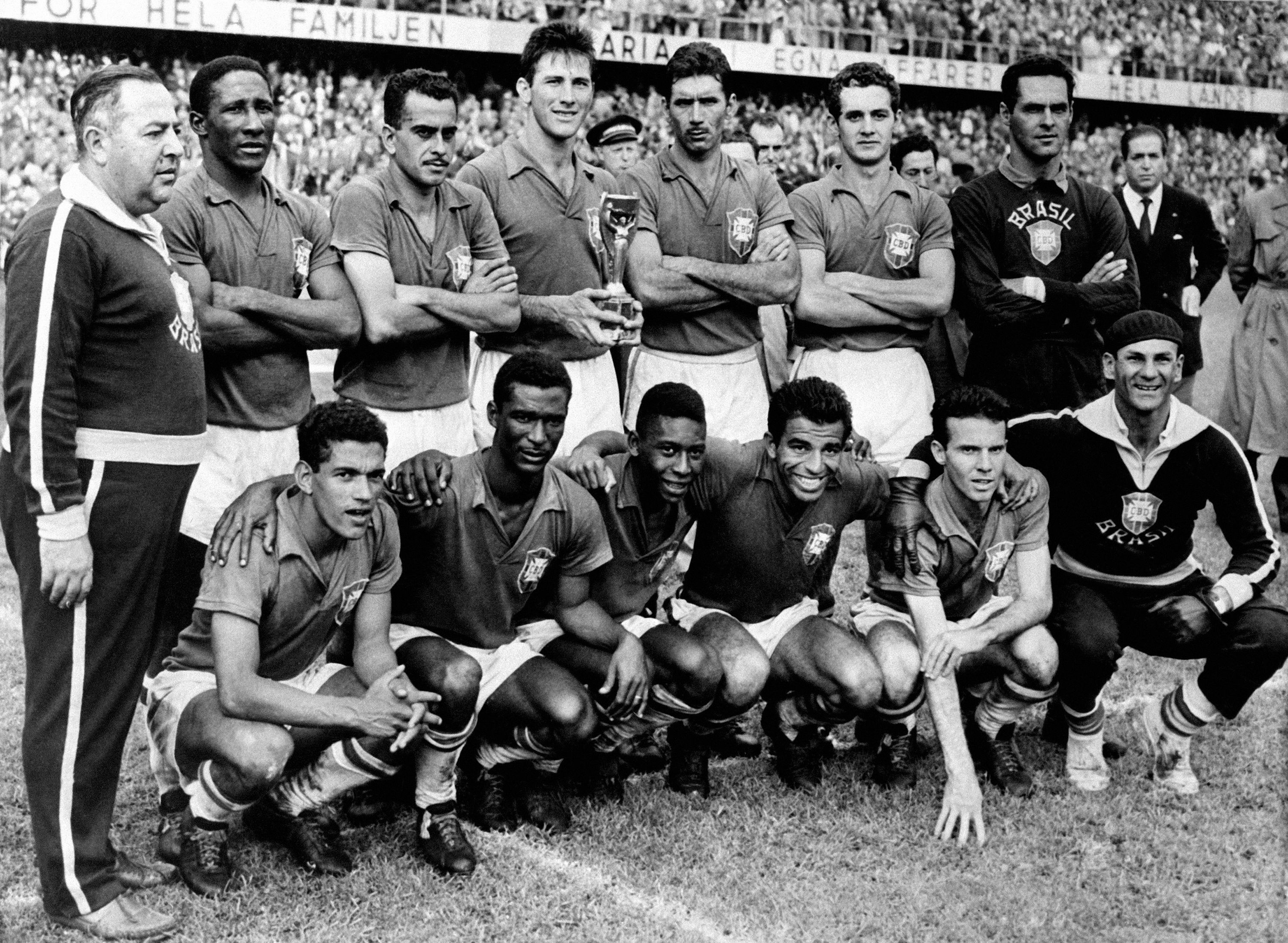
Équipe du Brésil : de gauche à droite, Vicente Feola (entraîneur), Djalma Santos, Zito, Bellini, Nilton Santos, Orlando, Gylmar ; en bas : Garrincha, Didi, Pelé, Vava, Zagallo.